# Miroslav Radman
Miroslav Radman (30 de abril de 1944) es un biólogo franco-croata.

## Biografía
Radman nació en Split, Croacia. De 1962-1967  estudió biología experimental, fisicoquímica y biología molecular en la Universidad de Zagreb y en 1969 obtuvo un doctorado en biología molecular por la Universidad Libre de Bruselas. Pasó los siguientes tres años en la Universidad de Harvard como investigador postodctoral. De 1973 hasta 1983 fue profesor  de Biología Molecular en la Universidad Libre de Bruselas y de 1983 hasta 1998 el director de Investigación en el Centro Superior de Investigaciones Científicas francés de la Universidad de París 7. Es ahora profesor de biología celular en la Facultad de Medicina - Necker, Universidad de París V, Francia. En  2002  fue elegido miembro pleno  de la Academia de Ciencias de Francia, siendo el primer croata en obtener tal distinción. Radman es cofundador del Instituto mediterráneo de Ciencias Biológicas de Split, Croacia.

## Trabajo científico
La especialidad de Radman es la reparación del ADN. Junto a Evelyn M. Witkin sentó las bases para el descubrimiento de la respuesta SOS. Esta fue hipotetizada por Radman en 1970 en una carta inédita enviada a varios investigadores que fue posteriormente publicada en 1974.
Con su grupo demostró el mecanismo molecular de especiación, mostrando que el mecanismo de reparación del ADN impide la recombinación entre cromosomas similares, lo que genera barreras genéticas entre especies.
En 2011 Radman ganó el Premio FEMS-Lwoff de la Federación de Sociedades Microbiológicas europeas por su investigación sobre el mecanismo de reparación del ADN en Deinococcus radiodurans, que había aclarado el mecanismo molecular que permite a dicho organismo reparar su ADN cuando este es dañado.
Radman también desarrolló una metodología que permite visualizar directamente la transferencia genética horizontal.

## Premios y afiliaciones
- Premio Antoine Lacassagne (1979) de la Liga Francesa contra el Cáncer por su descubrimiento del sistema mutagénico SOS en bacterias
- Eureka Dorado de Innovación (1990)
- Premio Charles-Leopold Mayer de la Academia de Ciencias de Francia por el codescubrimiento de la corrección de errores del ADN.
- Medalla de Honor (1992) otorgada por la Sociedad para el Fomento del Progreso
- Medalla Spiridion Brusina (1998) en el 100.º aniversario de la Sociedad de Naturalistas Croatas
- Premio Leopold Griffuel por sus contribuciones al campo de la reparación del ADN
- Premio Richard Lounsbery  - Premio conjunto de las academias nacionales de ciencias de Francia y EE. UU. por el descubrimiento de la función de la reparación del ADN en la especiación.
- Premio científico (2000) de la "Sociedad de Mutagénica Ambiental" por sus "contribuciones al entendimiento de las profundas consecuencias que la mutación y recombinación tienen en respuestas genómicas globales, en la reparación del ADN, en el cáncer y en la evolución"
- Profesor invitado Katzir Katchalsky (2000), Instituto Weizmann, Israel
- Premio magnífico del INSERM (2003) otorgado por el Instituto francés de Salud e Investigación Médica
- Premio Leonardo (2004) a la creatividad en investigación científica
- Premio FEMS-Lwoff (2011) por su investigación del mecanismo de reparación del ADN en Deinococcus radiodurans
- Socio de la Academia de Ciencias de Francia[1]
- Miembro correspondiente de la Academia croata de Artes y Ciencias[9]
- Miembro extranjero honorario de la Academia americana de Artes y Ciencias
- Miembro de la Academia de Europa[10]